# Nanhuaphasma
Nanhuaphasma is een geslacht van Phasmatodea uit de familie Pseudophasmatidae. De wetenschappelijke naam van dit geslacht is voor het eerst geldig gepubliceerd in 2002 door Chen, He & Li.

## Soorten
Het geslacht Nanhuaphasma is monotypisch en omvat slechts de volgende soort:
- Nanhuaphasma hamicercum Chen & He, 2002